# 熊野三山検校
熊野三山検校（くまのさんざんけんぎょう）は、京都において熊野三山（熊野本宮大社、熊野速玉大社、熊野那智大社）の統轄に当った役職で、現地を統括していた熊野別当の上に11世紀末に設置された。

## 概要
寛治4年（1090年）、熊野に参詣した白河院は、熊野詣の盛行に鑑みて、一地方霊山に過ぎなかった熊野三山を組織的に管理する必要を感じ、先達（せんだつ、道案内人）を務めた園城寺長吏の増誉（1032-1116）を新設の熊野三山検校に補任し、在地の支配者である熊野別当の上に置いた。同時に熊野別当の長快を法橋に叙階したことにより、熊野三山は中央の僧綱制に連なることとなった。
しかしながら、宗務は無論のこと、所領経営、治安維持、さらに神官・僧侶・山伏の管理といった統治実務にあたったのは熊野別当とそれを補佐する諸職であったのに対し、熊野三山検校の本務は院の熊野詣に際して先達を務めることであったため、その性格は多分に実権よりも名誉や権威に重きがおかれた役職であったが、熊野別当家の没落につれ、14世紀中頃以降、熊野に対する実権を掌握するようになっていった。

## 歴史
熊野三山検校のうち、初代の増誉から6代の覚実までは、大峯山や葛城山、熊野において修行を積んだ修験者として知られ、三井寺長吏（園城寺長吏）にも補任されている。しかも、初代の増誉、2代の行尊（1055-1135）は当代最高の「験者」と評され、3代の覚宗もまた鳥羽院の女院・待賢門院や女御・藤原得子(女院・美福門院)らの「験者」を務めたことで有名である。
なお、2代の行尊は峰入り作法としての順峰（じゅんぶ、熊野から大峰・吉野に抜けて行く行程選定）を行い白河院・鳥羽院の熊野参詣に際してもたびたび先達を務めるなど後世の熊野参詣の基礎を作った高僧の1人として特に有名であるが、一方で家集としての『行尊大僧正集』を残した『金葉和歌集』・『新古今和歌集』などの勅撰和歌集の歌人としても世に知られている。なお、鎌倉時代に編纂されたとみられる『寺門高僧記』「行尊伝」に行尊の「観音霊所三十三所巡礼記」が所載されているが、この巡礼記は西国33所巡礼のもっとも確かな初見史料として高く評価されている。
なお、3代覚宗の在任中の保延3年（1137年）に、熊野からの山岳修行の担い手の1つである本宮長床衆の指導者として相泉坊相澄が初代の長床執行に補任され、その組織化が進められた。次いで4代覚讃の在任中の永暦元年（1160年）に、後白河院が京都に新熊野社（いまくまのしゃ、「今熊野社」とも）を法住寺の御所に勧請し、治承4年（1173年）には覚讃を初代の新熊野検校に補任した。5代三山検校の実慶が4代新熊野検校職に就いた文治2年（1186年）以後、新熊野検校職は、三山検校の兼職とされ、三山検校および京都における熊野の拠点となった。
しかし、7代の長厳は修験者ではあるが園城寺とは関係がないばかりか、真言宗系の仁和寺の出身であったためか、後鳥羽院の強い引立てを受け、那智山検校をへてから熊野三山検校に補任されている。この人事は、現任の6代覚実を更迭させて、行なわれたものであった。長厳は、後鳥羽院と密接な関係を持ち続け、13世紀初めの承久の乱にも院方として加わり、乱後、陸奥に配流された。長厳は、それまでの三山検校と異なって熊野三山に及ぼした影響が強かったためか、藤原頼資の参詣記の建保4年（1216年）7月5日条には、田辺別当家の快実と頼資が長厳について批判めいた談話をしたと記されている。
熊野三山の一部が院方に加担して鎌倉幕府と戦った承久の乱後、8代検校として定豪が就任しているが、定豪は鶴岡八幡宮の別当であり、鎌倉幕府が熊野の直接把握を図った形跡がうかがわれる。
9代の良尊からは再び寺門派の修験者が代々この職に補任されるようになるが、依然としてその支配権は形式上のものにとどまっていた。
しかし、承久の乱以後に熊野別当家が衰退し、熊野地方の諸勢力への統制力を失ったことで、14世紀中頃以降の熊野三山の統治組織に大きな変化が生じ、三山検校が熊野の直接把握を試みるようになる。例えば15代道昭は、那智山の社僧に対し、所領を安堵する文書2通を発しており、熊野を掌握する試みをおこなっている。また、おおよそ16代覚助法親王ないしは20代道意以降にかけての時期には、足利将軍家との親近関係も手伝って、三山検校職が聖護院門跡の重代職となった。足利尊氏は三山検校の意向を受けて在地で実務に当たる熊野三山奉行を新設することで、これを実質の面で後押しした。尊氏は、東山禅林寺の熊野若王子社を再興し、その別当寺院として新設した乗々院（じょうじょういん）の別当良海を三山奉行に補任しただけでなく荘園の寄進により財政面でも乗々院を支えた。
加えて、室町時代から戦国時代にかけて熊野山領の荘園の状況の変化は、熊野三山検校やその下におかれた三山奉行の熊野三山に対する影響力を増大させる方向に働いた。この時期、在地領主の支配が及ぶようになった結果、各荘園からの熊野への年貢は一部の上分米をおさめるのみになり、それも滞りがちとなった。熊野からの働きかけにより事態を解決したこともあるものの、多くは守護や在地土豪の仲介を求めており、熊野三山検校や三山奉行はしばしば仲介の依頼を幕府にとりつぐことがあり、これにより熊野への発言権は増していった。このようにして、当初、名誉職に過ぎなかった熊野三山検校は、14世紀半ば以降の熊野別当家の退勢を背景に、足利将軍家権力の支持をもとに権威と実権を拡大させていったのである。
以後、歴代の足利将軍は、乗々院の所領と権益を手厚く保護し、聖護院が14世紀末期から15世紀前半にかけて20代検校で聖護院門跡であった道意のもとで完全に三山検校を重代職化してから、乗々院は三山奉行を重代職とするだけでなく聖護院の筆頭院家の地位をも獲得した。さらにこの時期、乗々院が熊野先達職を安堵するようになり16世紀前半までこの状態が続いたが、16世紀後半の25代道澄の時代になると聖護院門跡が熊野先達職を安堵するとともに、年行事職を与えその地域の檀那の参詣案内や祈祷、さらに域内の山伏を支配する権限を与えるようになった。こうして、15世紀前半~16世紀後半にかけて、聖護院門跡を中心に修験道教団本山派が成立したのである。
なお、応仁の乱に際して聖護院と若王子社は兵火にかかって焼失したが、1545年（天文14年）および1564年（永禄7年）の令旨に見られるように、熊野三山検校職それ自体は本山派教団の勢力拡大と共に存続した。
また、1575年（天正3年）に織田信長は山城国西院内の30石を寄進し、豊臣秀吉は1585年（天正13年）に同じく山城国岩倉内長谷の75石、1591年（天正19年）には山城国吉祥院内の8斗8升を寄進した。秀吉から寄進された長谷と吉祥院は江戸時代に入ってからも御朱印地として安堵された。
熊野三山検校は明治元年（1868年）まで存続したが、最後の検校であった宮入道信仁親王が還俗し、明治3年（1870年）に北白川宮を創設して北白川宮智成親王を称したことをもって終焉を迎えた。